# Zeeklei
Zeeklei of mariene klei is klei die door zeewater in een marien afzettingsmilieu is afgezet. Het komt voornamelijk voor in kustgebieden. In zeeklei zijn wereldwijd vaak vruchtbare gronden gevormd, terwijl in door de zee afgezette zanden de bodems doorgaans  schraal zijn.

## Voorkomen in Nederland
De grondsoort zeeklei wordt aangetroffen in Groningen, Friesland, in Noord-Holland, Zuid-Holland, Flevoland, Zeeland en langs de oude Zuiderzeekust in Overijssel en Gelderland. De oudste zeeklei is afgezet vanaf het Vroeg-Holoceen, toen de zeespiegel sterk steeg door het smelten van het ijs. Langs de kust in West- en Noord-Nederland lagen niet gesloten strandwallen, met daar achter een ondiepe lagune, vergelijkbaar met de huidige Waddenzee. Doordat de zee sediment bleef aanvoeren, kon gedurende een periode van een sterk stijgende zeespiegel het waddenmilieu in stand blijven. Het dikke pakket kleiafzettingen wordt vanwege de blauwgrijze kleuren oude blauwe zeeklei genoemd.
Toen de strandwallen grotendeels gesloten werden kon er in het achterland veen groeien. Vanaf ongeveer 1000 voor Christus tot de Middeleeuwen werd er veen ontgonnen en afgegraven, waardoor de kustgebieden steeds gevoeliger werden voor inbraken vanaf zee. Dit leidde tot de vorming van lagunes waarin zand en klei werden afgezet. Deze klei staat bekend als jonge zeeklei. Vanaf de Middeleeuwen begon men dijken te bouwen en werden de meeste lagunes ingepolderd.

## Eigenschappen
De Nederlandse zeeklei heeft meestal een blauwgrijze kleur, waar rivierklei meestal bruin is. Zeeklei bevat minder organische stof dan rivierklei, maar daarentegen in de regel meer kalk, afkomstig van schelpdieren. Oudere zeekleigronden zijn vaak grotendeels ontkalkt.
Zeekleibodems zijn meestal vruchtbaar, waardoor gebieden met zeeklei bij een goede waterhuishouding en verkaveling vaak gebruikt worden voor akkerbouw. Als zeeklei een hoog percentage zanddeeltjes bevat, wordt het zavel genoemd. Streken met zavelige klei uiteraard zijn geschikt voor de teelt van knol- en bolgewassen, als suikerbieten, uien, pootaardappelen alsmede voor grove tuinbouw. Zwaardere bodems lenen zich eerder de graanteelt. 
Sommige bodemsoorten als knipklei, katteklei en rodoorn staan daarentegen vanouds bekend vanwege hun ongunstige eigenschappen, die veel beperkingen voor landbouwkundig gebruik met zich meebrachten. Knipklei, met een slechte bodemstructuur, wordt veelal als grasland gebruikt en voor de vervaardiging van baksteen. Katteklei wordt vooral in voormalige droogmakerijen (in zogenaamde plaseerdgronden) aangetroffen. Deze grondsoort is sterk zuur en daarmee schadelijk voor het agrarische gebruik. Rodoorn was in Groningen de traditionele benaming voor humus- en ijzerrijke overgangsgronden, die relatief onvruchtbaar waren. In de moderne bodemkunde gelden dergelijke termen als verouderd.
Naast jonge zeeklei bestaat ook oude blauwe zeeklei, zoals de naam reeds doet vermoeden is deze gevormd tijdens een eerdere perioden van maritieme activiteit. Deze kalkhoudende klei – ook woelklei genoemd – werd in het verleden vaak opgedolven en over de akkers gebracht om de bodemvruchtbaarheid te verbeteren. Ook deed men wel aan slibbemesting met behulp van slik dat vanaf de kwelders werd aangevoerd. De geestgronden van de Hollandse duinstreek kenmerken zich door een zandige bodem die met aangevoerde klei en humus is verrijkt.
Door sterke ontwatering kunnen – vooral wanneer zich een veenpakket in de ondergrond bevindt – problemen als inklinking ontstaan. Ook in nieuwere polders vindt vaak enige bodemdaling plaats door zetting van de bodem.

## Bodem en landschap
Landschappen waarin zeeklei wijd verbreid is, staan bekend als zeekleigebieden of zeekleilandschappen. In Nederland en Vlaanderen spreken we ook wel over polderland. Internationaal, waar ook oudere maritieme afzettingen buiten de kuststreken worden aangetroffen, is deze gelijkstelling niet gebruikelijk. Alleen in Duitsland wordt de term Marsch van oudsher breed gebruikt voor zowel bodem, landschap als cultuurhistorie. Deze aanduiding werd tevens in het Deens, Pools en Russisch overgenomen.
In het Nederlandse zeekleilandschap komen verschillende meer of minder humeuze, zandige of kleiige bodemtypen voor, zoals polder-, nes-, vlak-, en drechtvaaggronden. Aan de randen van het kleigebied bevinden zich vaak overgangsgronden, klei-op-veen-gronden met minder gunstige landbouwkundige eigenschappen, zoals de liedeerdgronden. Bij de waard- en weideveengronden is slechts een dun kleidek aanwezig. Omgekeerd zijn er ook kleigebieden waar het verdwenen veendek een humusrijke bovenlaag heeft achtergelaten, zoals bij tocht-, plas-, leek- en woudeerdgronden.